# Amphoe Sangkhla Buri
Sangkhla Buri (สังขละบุรี) est un district (Amphoe) situé dans la province de Kanchanaburi, dans l'ouest de la Thaïlande. Il est frontalier de la Birmanie à l'ouest et de la province de Tak au nord.
Le district est divisé en 3 tambon et 20 muban. Il comprenait environ 40 000 habitants en 2005.
C'est là que se trouve le col des Trois Pagodes, point de passage historiquement important vers la Birmanie.
On y trouve aussi le pont d'Uttamanusorn (en), le plus long pont de bois au monde après celui d'U Bein en Birmanie. Construit en 1986-1987 à l'initiative d'un bonze local, le pont a été détruit en 2013 par de fortes pluies et une crue soudaine descendue de la réserve naturelle de Thung Yai ; il a été réparé l'année suivante.

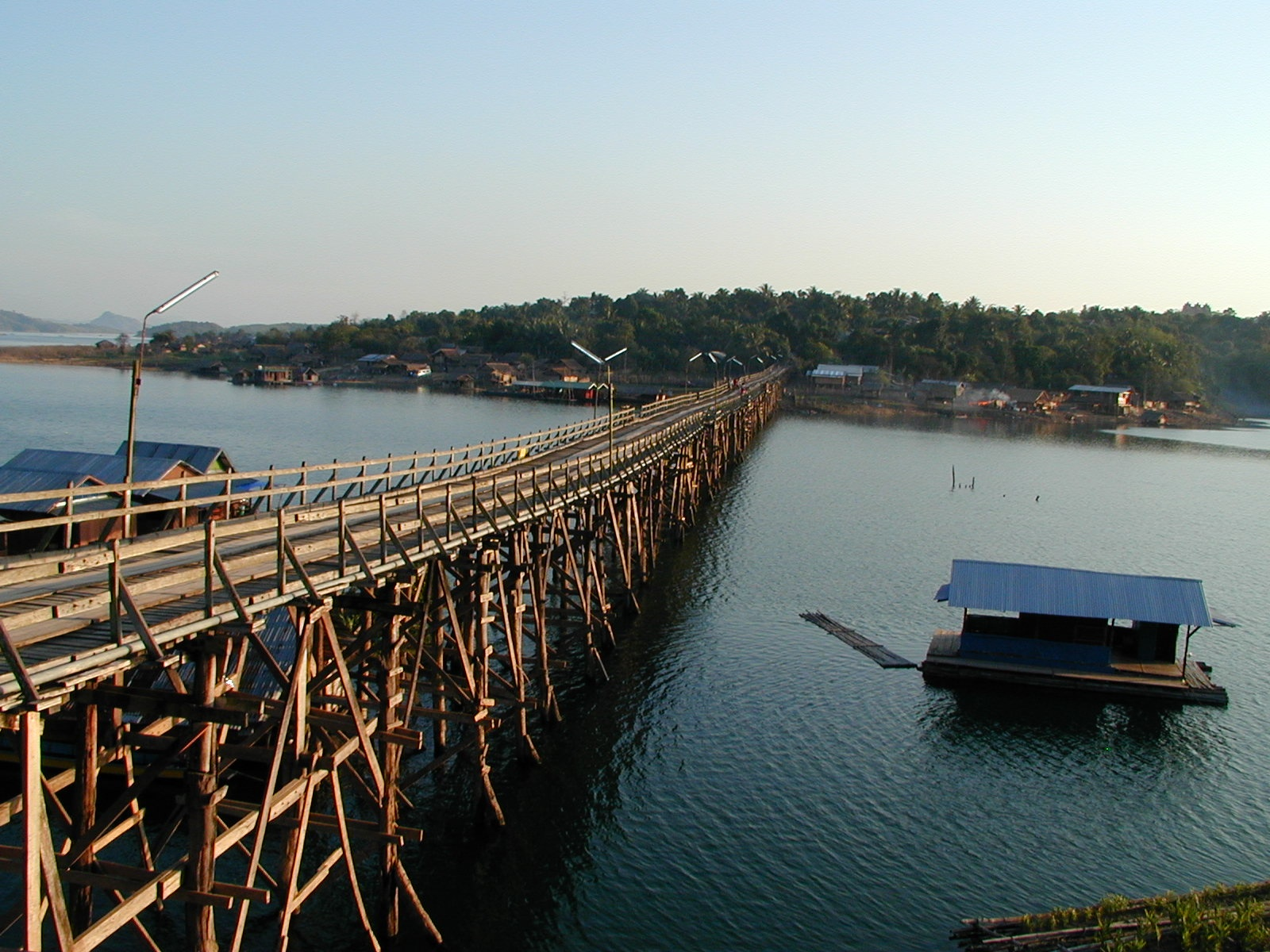
Le en février 2003.